# دانشگاه مینه‌سوتا موریس
دانشگاه مینه‌سوتا موریس (UMM) یک دانشگاه عمومی علوم انسانی و عضو شورای کالج‌های علوم انسانی، واقع در موریس، مینه‌سوتا در ایالات متحده آمریکا است. این دانشگاه به عنوان بخشی از سیستم دانشگاه مینه‌سوتا، در ۱۹۶۰ به عنوان یک دانشگاه مسکونی مختلط، و ارائه‌کننده مدرک کارشناسی هنرها آغاز به کار کرد.